# 中国科学·数学
《中国科学：数学（英文版）》创刊于1950年，是中国大陆基础科学类月刊，编辑部位于北京市。此刊物由中国科学院主办。
《中国科学：数学（英文版）》在2018年被中华人民共和国国家新闻出版广电总局新闻报刊司评为2017年全国“百强报刊”。